# 363

## Esdeveniments
- Un terratrèmol destrueix la ciutat de Petra.
- Es restableix la llibertat de culte a Roma.
- Els sassànides vencen als romans en el setge de Pirisabora.
- L'emperador Julià s'enfronta a Sapor II en la batalla de Ctesifont tot i que els romans van resultar victoriosos van ser incapaços de prendre la ciutat i es van veure obligats a retirar-se.

## Necrològiques
- Julià mor després de la victòria en la batalla de Ctesifont.